# Sassolo Mascheroni
Sassolo Mascheroni (Firenze, ... – XIII secolo) è un personaggio storico citato nella Divina Commedia.

## Biografia
Dante lo colloca nella prima zona dell'ultimo cerchio dell'Inferno, il nono, dove sono puniti i traditori dei parenti (Caina). Esso viene citato con disprezzo da un altro traditore, Camicione de' Pazzi, come colui che col suo capo conficcato nel ghiaccio gli impedisce la visuale; dice anche che Dante, quale toscano, deve già ben conoscerlo (canto XXXII dell'Inferno).
In realtà su questo personaggio si hanno scarsissime notizie, si sa solo che appartenne alla famiglia fiorentina dei Toschi, mentre gli omicidi a tradimento che gli assegnano i commentatori antichi, contraddicendosi a vicenda, non sono stati avallati da nessun riscontro d'archivio.